# Rörsjön (Idre socken, Dalarna)
Rörsjön är en sjö i Älvdalens kommun i Dalarna och ingår i Dalälvens huvudavrinningsområde. Sjön har en area på 0,198 kvadratkilometer och ligger 742,1 meter över havet. Sjön avvattnas av vattendraget Lilla Härjån.

## Delavrinningsområde
Rörsjön ingår i det delavrinningsområde (685509-131278) som SMHI kallar för Utloppet av Rörsjön. Medelhöjden är 744 meter över havet och ytan är 0,7 kvadratkilometer. Räknas de 9 avrinningsområdena uppströms in blir den ackumulerade arean 25,85 kvadratkilometer. Lilla Härjån som avvattnar avrinningsområdet har biflödesordning 3, vilket innebär att vattnet flödar genom totalt 3 vattendrag innan det når havet efter 519 kilometer. Avrinningsområdet består mestadels av skog (51 procent) och sankmarker (20 procent). Avrinningsområdet har 0,2 kvadratkilometer vattenytor vilket ger det en sjöprocent på 28,6 procent.